# Castillo Shimabara

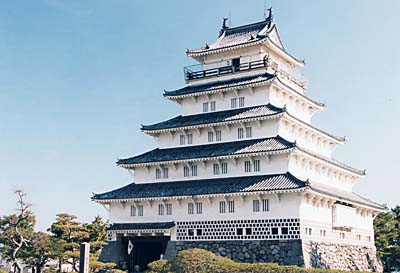
Tenshu del castillo Shimabara.

El castillo Shimabara (島原城 Shimabara-jō?) es un castillo japonés localizado en Shimabara, en la prefectura de Nagasaki, Japón.
Su construcción comenzó en 1618 y finalizó en 1624 por órdenes de Matsukura Shigemasa, quien era entonces daimyō del han. Los sirvientes locales, principalmente granjeros cristianos sufrieron de un alto aumento en la recaudación de impuestos, lo que dio lugar a la conocida Rebelión Shimabara durante los años de 1637-1638.
Durante la Restauración Meiji, el castillo fue abandonado en el año de 1874.
Aunque el tenshu del castillo fue destruido en 1871, fue reconstruido posteriormente en 1964.